# 그린 가디스
그린 가디스(The Green Goddess)는 미국에서 제작된 알프레드 E. 그린 감독의 1930년 영화이다. 조지 알리스 등이 주연으로 출연하였다.

## 출연

### 주연
- 조지 알리스
- 랠프 포베스

### 조연
- H.B. 워너
- 이반 F. 심슨
- 레지날드 셰필드
- 나이젤 드 브룰리어